# Михолап, Николай Прокопьевич
Никола́й Проко́пьевич Михола́п (1886—1979) — белорусский советский художник-керамист, директор Национального художественного музея Беларуси в 1939—1941 годах.

## Биография
Происходил из минской семьи железнодорожного рабочего и горничной. Закончил Петербургское училище технического рисования барона Штиглица (ныне Санкт-Петербургская государственная художественно-промышленная академия имени А. Л. Штиглица). Был самым первым белорусским художником-керамистом.
В 1925—1930 годах преподавал в Витебском Народном художественном училище, руководил гончарно-керамическим отделением. Был дружен с классиком белорусской литературы Янкой Купалой, написал его портрет и создал первые декорации к спектаклю Я. Купалы «Павлинка».
В 1937 году в Беларуси была сформирована группа научных сотрудников, искусствоведов и художников, по созданию первой в Белоруссии Государственной картинной галереи, которая открылась в 1939 году. Директором галереи был назначен Николай Михолап. Его большой заслугой было пополнение фонда галереи коллекцией слуцких поясов, собранной князьями Радзивиллами в Несвижском замке. После воссоединения в сентябре 1939 года западно-белорусских земель с БССР в Государственную картинную галерею отправлялись произведения из национализированных усадеб и замков Западной Беларуси. Кроме слуцких поясов Николай Михолап пополнил коллекцию французскими гобеленами XVIII в., произведениями портретной живописи XVI—XIX вв.
В начале 1941 года фонды галереи насчитывали 2711 произведений, из которых 400 находились в экспозиции. Он планировал провести кропотливую работу по созданию каталога музейной коллекции. Но этому богатому собранию музея в Минске не суждено было долгое существование. В самом начале Великой Отечественной войны оно бесследно исчезло. Михолап готовил коллекцию к эвакуации, но не сумел вывезти. Обвинения в пропаже фондов галереи в июне 1941 года пали именно на голову директора галереи, в связи с чем в 1944 году, после освобождения Минска от немецко-фашистских захватчиков, на должность директора был назначен другой сотрудник галереи — Аладова, Елена Васильевна, а Николай Михолап был назначен руководителем республиканской художественной промышленности. Но по окончании войны обвинения были сняты и Николай Михолап был награждён орденом «Знак почёта».
Николай Михолап стал художником-практиком, промышленным дизайнером, проектировал малые архитектурные формы — лепку фасадов домов, уличные фонари, решётки и т. д. Внёс значительный вклад в разработку технологии керамических материалов, в создание эталонов, керамических форм, в организацию фарфоро-фаянсового производства (стоял у истоков Минского фарфорового завода), создавал новые виды глазури.
Ушёл из жизни в 93 года.

## Творческое наследие
Николай Михолап оставил большое творческое наследие. Произведения графики, керамики и многочисленные фотографии архитектурных сооружений и памятников зодчества, сделанные во время командировок по Беларуси, хранящиеся в семейном архиве, в 1980-е годы были переданы в белорусские музейные фонды и государственные архивы. Уникальная коллекция гончарных изделий, собранная Николаем Михолапом во время исследовательских этнографических поездок по Белоруссии, сейчас хранится в Музее древнебелорусской культуры.
Мачты фонарей, установленные на центральных улицах Минска, Гомеля и Витебска украшают «фартуки» с изображением слуцкого пояса, сделанные по проекту художника.

## Памяти художника

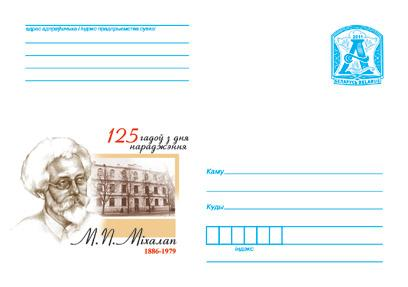
Конверт, выпущенный к 125-летию со дня рождения Михолапа Н. П. Белпочтой

К 125-й годовщине дня рождения Николая Михолапа Республиканское Унитарное предприятие «Белпочта» подготовило художественный маркированный конверт с литерной маркой «А». Также 28 апреля 2011 года на Глвпочтамте в Минске было проведено специальное памятное гашение памятным спецштемпелем. Художник конверта А.Старовойтова. Заказ конверта № 9843-2011. Тираж 30 тысяч экземпляров.